# Binary Domain
Binary Domain (яп. バイナリー ドメイン) — компьютерная игра в жанре тактический шутер с элементами ролевой игры для PlayStation 3, Xbox 360 и PC/Windows. Разработана компанией Ryu Ga Gotoku Studio и выпущена Sega, в 2012 году. Создатель игры — Тосихиро Нагоси, «отец» серии Yakuza.

## Геймплей

Скриншот боя в Binary Domain. Дэн Маршалл использует пулемёт для обстрела японских роботов.

Игра выполнена в жанре шутера от третьего лица с элементами ролевой игры. Игрок может отдавать команды своим боевым товарищам с помощью кнопки на клавиатуре или геймпаде, а также через голосовое управление посредством головной гарнитуры или микрофона.
Главным элементом Binary Domain является «Система последствий». От действий игрока в истории зависит лояльность членов его группы и вероятность того, будут ли они беспрекословно выполнять его приказы в бою. Эта система влияет как на сюжет, так и на геймплей, поскольку герои будут вести себя по-разному, в зависимости от уровня доверия. Игрок также может говорить с персонажами с помощью головной гарнитуры. Игра различает шесть языков, включая английский и японский. Руководитель созданием игры Тосихиро Нагоси заявил, что благодаря этой системе он хотел создать человеческую драму в боевых моментах, а не показывать их одну за другой в заставках.

### Персонажи
- Дэн Маршалл (англ. Dan Marshall) — главный герой игры, американский сержант из команды «Ржавая бригада» (англ. Rust Crew). Он склонен к спорам с начальством и вынужден принимать сложные решения, с которыми его союзники не всегда соглашаются.
- Рой «Большой Бо» Ботенг (англ. Roy «Big Bo» Boateng) — чернокожий солдат с пулеметом, друг Дэна. Рой отвечает за тяжелое вооружение и предпочитает прямолинейные боевые тактики.
- Фэй Ли (англ. Faye Lee) — китайский эксперт-разведчик, снайпер.
- Чарльз Грегори (англ. Charles Gregory) — ветеран британской службы МИ-6. Официальный руководитель операции, тактический эксперт.
- Рэйчел Таунсенд (англ. Rachael Townsend) — британский агент со специализацией ближнего боя. Любит взрывчатку и гранатомёты.
- Каин (англ. Cain) — боевая модель человекоподобного робота. Говорит с французским акцентом. Присоединился к «Бригаде» в начале истории.

Также в ходе задания к команде присоединятся другие персонажи из числа «местных» жителей. Кроме того, в многопользовательском режиме в качестве игровых персонажей присутствуют герои серии Yakuza — Кадзума Кирю, Горо Мадзима, Сюн Акияма и Рюдзи Года.

## Сюжет
В начале XXI века, глобальное потепление вызвало по всему миру наводнение, в результате чего 3/4 городов мира стали непригодными для проживания, тем самым вынудив правительства стран создавать новые города выше ватерлинии. В результате наводнения погибли миллионы людей. В качестве основной рабочей силы для создания новых городов использовали роботов. В их производстве стала доминировать американская компания «Берген» (англ. Bergen), тем самым сделав США единственной сверхдержавой. Японская корпорация «Амада» (англ. Amada) попыталась подать в суд на компанию «Берген» за кражу технологий, однако из-за могущественности своего противника и поддержки его американским правительством, проиграла дело.
В 2040 году экономические проблемы во всём мире привели к созданию новой Женевской конвенции, статья 21 которой запрещает создавать роботов, которые могли бы быть приняты за людей, так называемых «Пустых детей» (англ. Hollow Children). Для борьбы с нарушениями конвенции, в частности, с пунктом 21, Международная Ассоциация Технологии Роботов (англ. International Robotics Technology Association) создала особую команду под названием «Ржавая бригада» (англ. Rust Crew). В 2080 году, один из «Пустых детей» напал на штаб-квартиру компании «Берген» в Детройте. Полагая, что «Пустых детей» создал основатель корпорации «Амада» Ёдзи Амада, бригада отправляется в Японию, чтобы найти его и доставить для допроса по приказу Совета Безопасности ООН.

## Разработка
| Системные требования    | Системные требования                                                 | Системные требования                                              |
| ----------------------- | -------------------------------------------------------------------- | ----------------------------------------------------------------- |
|                         | Минимальные                                                          | Рекомендуемые                                                     |
| Microsoft Windows       |                                                                      |                                                                   |
| ОС                      | Windows 7, Windows Vista или Windows XP                              | Windows 7                                                         |
| ЦПУ                     | Intel Core 2 Duo с тактовой частотой 2,66 ГГц или аналогичный от AMD | Intel Core i5 с тактовой частотой 2,66 ГГц или аналогичный от AMD |
| Объём ОЗУ               | 2 ГБ для Windows XP и 3 ГБ для Windows 7 или Windows Vista           | 3 ГБ                                                              |
| Место на диске          | 8 ГБ                                                                 | 8 ГБ                                                              |
| Информационный носитель | Steam                                                                | Steam                                                             |
| Видеокарта              | NVIDIA GeForce GT220 или ATI Radeon HD 2600 XT, с 512 МБ видеопамяти | NVIDIA GeForce GTX 460 или ATI Radeon HD 5750, с 1 ГБ видеопамяти |

Binary Domain была разработана в новой студии Yakuza, во главе с Тосихиро Нагоси. Первые сообщения о новой игре появились в конце 2010 года в одном из интервью с Тосихиро Нагоси в японском журнале Famitsu, где он заявил, что Binary Domain будет выполнена в жанре шутера и не будет связана с серией Yakuza. Он также заявил, что новая игра понравится не только японским, но западным игрокам. Нагоси охарактеризовал Binary Domain как «драматичный и эмоциональный фантастический шутер», в котором будут «переплетаться элементы традиционной фантастики с человеческой драмой».
Binary Domain была анонсирована 1 декабря 2010 года. Первый трейлер с геймплеем был выложен в Интернет 28 апреля 2011 года. В конце 2011 года Sega рассказала подробности о многопользовательском режиме, заявив, что игра будет разделена на классы стиля поведения боя. Кроме того, было объявлено, что в мультиплеере будут присутствовать герои серии Yakuza — Кадзума Кирю и Горо Мадзима.
В отличие от серии Yakuza, Binary Domain первоначально планировали выпустить на две платформы: PlayStation 3 и Xbox 360. После выхода консольных версий игры в феврале 2012 года Binary Domain была портирована на PC и стала доступна не только в цифровом сервисе Steam, но и в коробочном варианте. В мае 2012 года был выпущен патч для ПК-версии, предусматривающий управление с помощью компьютерной мыши.

## Озвучивание
| Персонаж                | Японский озвучивающий актёр | Английский озвучивающий актёр |
| ----------------------- | --------------------------- | ----------------------------- |
| Дэн Маршалл             | Коити Ямадэра               | Трэвис Уиллингем              |
| Рой «Большой Бо» Ботенг | Масаки Ивасаки              | Алем Сапп                     |
| Фэй Ли                  | Ая Хисакава                 | Лора Бэйли                    |
| Чарльз Грегори          | Такуя Киримото              | Трой Бейкер                   |
| Рэйчел Таунсенд         | Дзюнко Минагава             | Нэйо Уоллес                   |
| Каин                    | Хирохико Какэгава           | Джон Демита                   |
| Майор Филипс            | Кэнъити Эндо                | Джон Демита                   |
| Синдо                   | Хисао Эгава                 | Сонни Сайто                   |
| Куросава                | Кадзуки Китамура            | Джонни Йонг Бош               |
| Юки                     | Эми Такэи                   | Акари Яррелл                  |
| Амада                   | Наото Такэнака              | Кирк Торнтон                  |
| Мифунэ                  | Хироки Мацуката             | Кирк Торнтон                  |

## Оценки и мнения
| Сводный рейтинг       | Сводный рейтинг                           |
| Агрегатор             | Оценка                                    |
| --------------------- | ----------------------------------------- |
| GameRankings          | 74,50 % (PS3) 74,27 % (X360) 63,80 % (PC) |
| Metacritic            | 72/100 (PS3) 74/100 (X360) 68/100 (PC)    |
| Иноязычные издания    |                                           |
| Издание               | Оценка                                    |
| 1UP.com               | B                                         |
| AllGame               | [ 19 ] [ 20 ] [ 21 ]                      |
| CVG                   | 7,0/10                                    |
| Edge                  | 6/10                                      |
| Eurogamer             | 8/10                                      |
| Famitsu               | 35/40                                     |
| G4                    | 4/5                                       |
| Game Informer         | 7,50/10                                   |
| GameRevolution        | 3,0/5                                     |
| GameSpot              | 7,5/10                                    |
| GameSpy               | [ 30 ]                                    |
| GamesRadar+           | 7/10                                      |
| GameTrailers          | 6,8/10                                    |
| IGN                   | 7,5/10                                    |
| OXM                   | 6,5/10 8/10 (UK)                          |
| VideoGamer            | 8/10                                      |
| Русскоязычные издания |                                           |
| Издание               | Оценка                                    |
| Absolute Games        | 77 %                                      |
| PlayGround.ru         | 7,2/10                                    |
| StopGame.ru           | Изумительно                               |
| «Игромания»           | 8,5/10                                    |
| «Страна игр»          | 9,0/10                                    |

### Отзывы зарубежных критиков
Игра получила в основном высокие оценки и отзывы от зарубежных критиков. Наивысшую оценку Binary Domain поставил японский журнал Famitsu — 35 баллов из 40 возможных. Сайт G4 также высоко оценил игру, назвав её «ответом Японии на Gears of War». Из плюсов он особо выделил сюжет, систему повреждений, битвы с боссами и фантазию разработчиков о представлении будущего, но критиковал мультиплеер, состав команды и голосовое распознавание. В итоге обзора Binary Domain была названа «очень впечатляющим шутером от третьего лица».
Eurogamer оценил Xbox 360-версию игры в 8 баллов из 10 возможных. Критик также низко оценил мультиплеер, из-за отсутствия которого резко критиковал другую игру от Sega — Vanquish. Однако сайт хвалил за отсутствие музыки, объяснив, что «шаги и прочие шумы являются ключевым фактором о том, как вы играете», и «яркое, действительное» будущее.
1UP.com поставил игре ранг B, порекомендовав её для фанатов научной фантастики. Сайт высоко оценил озвучивание игры, заставки, сюжет и «систему доверия», но раскритиковал мультиплеер, заявив, что он хотел бы видеть что-то похожее на режим «Наёмники» (англ. Mercenaries) из серии игр Resident Evil. Кооперативный режим в мультиплеере сайт назвал похожими на такие игры, как Gears of War 2, Halo 3: ODST и Halo: Reach. В итоге игру сайт назвал «твёрдой», несмотря на большую конкуренцию.
IGN порекомендовал Binary Domain для тех кто устал от игр с убийствами зомби, пришельцев или русских террористов. Игру сайт назвал «приятным шутером», и также, как 1UP.com, посоветовал купить фанатам научной фантастики.
Однако не все сайты высоко оценили Binary Domain. Журнал Edge оценил игру в 6 баллов из 10 возможных, назвав её «имитацией» западных шутеров. Game Revolution оценил Binary Domain в 3 балла из 5 возможных. Сайт похвалил её за игру по сети, управление и хорошую атмосферу, но из-за стереотипов персонажей и диалогов понизил оценку. В итоге обзора Binary Domain была названа «хорошей», но не стоящей 60 долларов.
Самую низкую оценку поставил сайт GameSpy — 2 звезды из 5 возможных. Он высоко оценил битвы с боссами, спецэффекты и систему распознавания голоса, но раскритиковал историю, диалоги, «картонных» персонажей и плохое управление клавиатурой и мышью в ПК-версии игры. В итоге GameSpy посоветовал игрокам не связываться Binary Domain, а саму игру назвал «Полым ребёнком».

### Отзывы российских критиков
В отличие от западных критиков, все российские сайты и журналы поставили Binary Domain высокие оценки и отзывы. Журнал «Страна игр» поставил игре оценку в 9 баллов из 10 возможных, заявив, что «работа Тосихиро Нагоси — отличный пример того, как ещё можно рассказывать истории в формате интерактивных развлечений, и конкурент не столько Gears of War и Uncharted, сколько Heavy Rain». Критик заявил, что игра «не дежурный релиз и не безумный японский арт-хаус, а вполне себе зрелищный мейнстрим AAA-класса с претензиями на награды по итогам года». Сайт высоко оценил сюжет, диалоги и взаимоотношения персонажей, а также систему распознавания голоса. Из минусов критик выделил мультиплеер, заявив, что «для этого лучше Gears of War 3 вам ничего не найти».
В видеообзоре сайт StopGame.ru поставил ранг «изумительно».
Журнал «Игромания» вывел формулу Binary Domain: «60 % Gears of War + 20 % Vanquish + 10 % научной фантастики + 10 % здорового юмора». Журнал заявил, что в игре по версии разработчиков, «экспансия роботов пройдет в полном соответствии с Нулевым законом» Айзека Азимова. Обозреватель высоко оценил геймплей, заявив, что он не уступает Contra: Hard Corps для Sega Mega Drive/Genesis, динамику и искусственный интеллект, а к недостаткам причислил главного злодея и пустые диалоги.
Absolute Games в своём итоге назвал Binary Domain «зрелищной разборкой в футуристическом Токио», который «легко заменит просмотр очередного голливудского боевика». В своём видеообзоре PlayGround.ru оценил игру в 7,2 балла из 10 возможных.

### Продажи
Однако несмотря на высокие оценки от критиков и журналов, Binary Domain продавалась плохо. Всего на июль 2012 продано около 300 тысяч копий игры для консолей. Причиной плохих продаж послужила большая конкуренция со стороны других разработчиков.
Летом 2018 года, благодаря уязвимости в защите Steam Web API, стало известно, что точное количество пользователей сервиса Steam, которые играли в игру хотя бы один раз, составляет 306 463 человек.